# Nuoto ai XVII Giochi del Mediterraneo - 50 metri dorso femminili
Le gare di nuoto nella categoria 50 metri dorso femminile si sono tenute il 21 giugno 2013 al Yeni Olimpik Yüzme Havuzu di Mersin.

## Calendario
Fuso orario EET (UTC+3).
| Data      | Ora   | Turno    |
| --------- | ----- | -------- |
| 21 giugno | 09:30 | Batterie |
| 21 giugno | 18:00 | Finale   |

## Risultati
Le 13 atlete vengono inquadrate in due batterie rispettivamente da 6 e 7 nuotatrici ciascuna. Si qualificano alla finale i primi otto tempi.

### Batterie
| Pos. | Nome              | Nazione  | Tempo | Batt. | Corsia | Note |
| ---- | ----------------- | -------- | ----- | ----- | ------ | ---- |
| 1    | Theodora Drakou   | Grecia   | 28"87 | 2     | 5      | Q    |
| 2    | Arianna Barbieri  | Italia   | 29"04 | 1     | 4      | Q    |
| 3    | Sanja Jovanović   | Croazia  | 29"14 | 2     | 4      | Q    |
| 4    | Mathilde Cini     | Francia  | 29"45 | 2     | 6      | Q    |
| 5    | Hazal Sarıkaya    | Turchia  | 29"65 | 2     | 3      | Q    |
| 6    | Beryl Gastaldello | Francia  | 29"70 | 1     | 3      | Q    |
| 7    | Elena Gemo        | Italia   | 29"75 | 1     | 5      | Q    |
| 8    | Lidón Muñoz       | Spagna   | 29"81 | 2     | 2      | Q    |
| 9    | Lucija Kous       | Slovenia | 29"95 | 2     | 7      |      |
| 10   | Gizem Cam         | Turchia  | 30"13 | 1     | 6      |      |
| 11   | Aspasia Petradaki | Grecia   | 30"18 | 1     | 2      |      |
| 12   | Amel Melih        | Algeria  | 30"97 | 1     | 7      |      |
| 13   | Anxhela Kashari   | Albania  | 34"11 | 2     | 1      |      |

### Finale
| Pos. | Atleta            | Nazionalità | Tempo | Corsia |
| ---- | ----------------- | ----------- | ----- | ------ |
|      | Sanja Jovanović   | Croazia     | 28"48 | 3      |
|      | Theodora Drakou   | Grecia      | 28"66 | 4      |
|      | Arianna Barbieri  | Italia      | 28"74 | 5      |
| 4    | Beryl Gastaldello | Francia     | 28"92 | 7      |
| 5    | Mathilde Cini     | Francia     | 29"09 | 6      |
| 6    | Elena Gemo        | Italia      | 29"16 | 1      |
| 7    | Lidón Muñoz       | Spagna      | 29"66 | 8      |
| 8    | Hazal Sarıkaya    | Turchia     | 29"68 | 2      |